# Armand Drevina
Armand Drevina (* 3. Februar 1994 in Heinsberg) ist ein deutscher Fußballspieler mit Wurzeln aus dem Kosovo. 

## Karriere
Drevina startete seine Karriere im Heinsberger Ortsteil Oberbruch beim BC 09 Oberbruch. Im Sommer 2008 verließ er den BC 09 und wechselte in die D-Jugend von Alemannia Aachen. Dort kam er auf 36 A-Jugend-Bundesligaspiele und schoss ein Tor. Sein Profi-Debüt absolvierte er am 18. Spieltag der 3. Liga 2012/13 gegen die Reserve des VfB Stuttgart. Mit Aachen stieg er 2013 in die Regionalliga West ab.
Nach einer Mittelfeldplatzierung in der Saison 2013/14 wurde er im Sommer 2014 von Alemannia Aachen verabschiedet und verließ seinen Jugendverein. Im Anschluss wechselte er zum Ligakonkurrenten KFC Uerdingen 05. Nach dem Regionalligaabstieg der Uerdinger spielte er mit dem Verein bis 2016 in der Oberliga Niederrhein. 
Im Mai 2016 wurde sein Wechsel zum FC Wegberg-Beeck bekannt. Gleich in seiner ersten Spielzeit 2016/17 stieg er mit Wegberg-Beeck von der Mittelrheinliga in die Regionalliga West auf. Ein Jahr darauf folgte der Wiederabstieg. In der Spielzeit 2019/20 gelang ihm mit Wegberg-Beeck nach zwei Spielzeiten die Rückkehr in die Regionalliga West, jedoch wechselte er dann im September 2020 zu Borussia Freialdenhoven. Für Freialdenhoven bestritt Drevina insgesamt 59 Spiele in der Mittelrheinliga und fünf Partien im Mittelrheinpokal. Im Sommer 2023 kehrte Drevina zum Oberbrucher BC 09 in die Kreisliga A Heinsberg zurück.